# Большой Байбаш
Большой Байбаш — река в России, протекает в Уренском районе Нижегородской области. Устье реки находится в 32 км по левому берегу реки Чёрная. Длина реки составляет 11 км.
Исток находится в лесах в 20 км к северо-западу от города Урень. Течёт на юго-запад, всё течение проходит по ненаселённому лесу. Впадает в Чёрную на границе с Варнавинским районом.

## Данные водного реестра
По данным государственного водного реестра России относится к Верхневолжскому бассейновому округу, водохозяйственный участок реки — Ветлуга от города Ветлуга и до устья, речной подбассейн реки — Волга от впадения Оки до Куйбышевского водохранилища (без бассейна Суры). Речной бассейн реки — (Верхняя) Волга до Куйбышевского водохранилища (без бассейна Оки).
По данным геоинформационной системы водохозяйственного районирования территории РФ, подготовленной Федеральным агентством водных ресурсов:
- Код водного объекта в государственном водном реестре — 08010400212110000043427
- Код по гидрологической изученности (ГИ) — 110004342
- Код бассейна — 08.01.04.002
- Номер тома по ГИ — 10
- Выпуск по ГИ — 0